# 北澳洲棱鯷
北澳洲棱鯷（学名：Thryssa marasriae）為輻鰭魚綱鲱形目鳀科的其中一種，分布於中西太平洋區的澳洲北部海域，棲息深度可達50公尺，本魚顎骨短，延伸到前鰓蓋的後部邊緣;偽鰓中等，背鰭起點之前有一個擴散的黑色鞍狀斑塊;沒有在鰓裂後面的黑色斑塊，臀鰭軟條26-28枚，體長可達6.9公分，棲息在沿海。

## 擴展閱讀
維基物種上的相關：北澳洲棱鯷